# Hoplia pollinosa
Hoplia pollinosa är en skalbaggsart som beskrevs av Krynicky 1832. Hoplia pollinosa ingår i släktet Hoplia och familjen Melolonthidae. Inga underarter finns listade i Catalogue of Life.